# Município de Farmville (condado de Pitt, Carolina do Norte)
Localização da Carolina do Norte nos E.U.A.
O município de Farmville (em inglês: Farmville Township) é um município localizado no  condado de Pitt no estado estadounidense da Carolina do Norte. No ano 2010 tinha uma população de 6.703 habitantes.

## Geografia
O município de Farmville encontra-se localizado nas coordenadas 35° 35′ 08,58″ N, 77° 35′ 01,9″ O.